# Fe (jeu vidéo)
Pour les articles homonymes, voir FE.
Fe est un jeu vidéo d'action-aventure développé par Zoink et édité par Electronic Arts, sorti le 16 février 2018 sur PC (Windows), PlayStation 4, Xbox One et Nintendo Switch.

## Système de jeu
Fe est un jeu vidéo d'action et d'aventure, qui mêle aussi des éléments de plates-formes. Le joueur contrôle en vue à la troisième personne, un animal fictif vivant dans une forêt luxuriante en 3D. La créature est amenée à interagir vocalement avec la faune focale.

## Développement
Fe est développé par Zoink, un studio suédois de développement, fondé en 2001 par Klaus Lyngeled.
Le projet voit le jour grâce au programme EA Originals de l'éditeur américain Electronic Arts, lequel a pour but de financer la création de jeux vidéo indépendants. En outre, pour Zoink, cette collaboration lui permet de disposer de la « sécurité financière et éditoriale du géant américain, tout en ayant l'assurance de récupérer les bénéfices réalisés sur le jeu », selon Gamekult.
L'équipe se concentre dès lors sur un titre où l'exploration et la nature sont les éléments-clés du jeu. Andreas Beijer, le directeur créatif et artistique du projet, souhaite pour cela : « ramener le sentiment de découverte, d’étrangeté et de liberté que l’on peut ressentir lorsque l’on on est enfant et que l’on se balade en forêt ». Les développeurs se sont inspirés des deux œuvres vidéo-ludiques d'aventure qui sont Shadow of the Colossus et Journey : le second apportant à Fe sa liberté d'explorer sans rencontrer de difficulté, tandis que le lien avec le premier s'établit avec les colosses à escalader. D'après les développeurs, la quête principale s'accomplit en 8 heures.
Le jeu est dévoilé au public lors de l'Electronic Entertainment Expo de 2016. Il est alors prévu sur PlayStation 4, Xbox One et Windows. L'année suivante, Fe n'est pas présent pour l'E3 2017, bien que le studio assure que le développement du jeu se déroule normalement. Cependant, dans le cadre de la gamescom, la conférence d'Electronic Arts diffuse la date de sortie du jeu, fixé pour le 16 février 2018. En outre, elle annonce également le portage de Fe sur Nintendo Switch.

## Accueil

### Critiques
| Aperçu des notes de Fe |          |          |          |          |
| Médias                 | Notes    | Notes    | Notes    | Notes    |
| Médias                 | PC       | PS4      | Xbox One | Switch   |
| Gameblog (FR)          | 7 / 10   | 7 / 10   | 7 / 10   | 7 / 10   |
| IGN (USA)              | 6,5 / 10 | 6,5 / 10 | 6,5 / 10 | 6,5 / 10 |
| JeuxActu (FR)          | 14 / 20  | 14 / 20  | 14 / 20  | 14 / 20  |
| Jeuxvideo.com (FR)     | 15 / 20  | 15 / 20  | 15 / 20  | 15 / 20  |
| Gamekult (FR)          | –        | 6 / 10   | 6 / 10   | –        |
| GamesRadar+ (USA)      | –        | 3,5 / 5  | –        | –        |
| Nintendo Life (GB)     | –        | –        | –        | 8 / 10   |
| Metacritic (USA)       | 76 %     | 77 %     | 68 %     | 76 %     |

Fe reçoit des avis contrastés de la part de la critique spécialisée, ces derniers variant en fonction des consoles.